# Cerro Quebrado
Cerro Quebrado är en ort i Mexiko.   Den ligger i kommunen Xilitla och delstaten San Luis Potosí, i den centrala delen av landet, 220 km norr om huvudstaden Mexico City. Cerro Quebrado ligger 1 229 meter över havet och antalet invånare är 156.
Terrängen runt Cerro Quebrado är varierad, och sluttar brant österut. Runt Cerro Quebrado är det ganska tätbefolkat, med 90 invånare per kvadratkilometer. Närmaste större samhälle är Villa Terrazas, 17,2 km öster om Cerro Quebrado. I omgivningarna runt Cerro Quebrado växer i huvudsak städsegrön lövskog.